# Sarah Manning
Sarah Manning is een Amerikaanse jazzsaxofoniste en -componiste.

## Biografie
Manning groeide op in de staten van New England en speelde in een schoolband tijdens haar tijd op de middelbare school in Hartford (Connecticut). Een vroege mentor was Jackie McLean. Met een beurs van de Interlochen Arts Academy studeerde ze in het jazzprogramma aan het William Paterson College, dat werd geleid door Rufus Reid. Daarna studeerde ze af aan het Smith College in Massachusetts in Women's Studies. Daar vervolgde ze ook haar saxofoonstudies bij Yusef Lateef. In 2002 verhuisde ze naar de San Francisco Bay Area. Na haar debuutalbum in 2004, waarop o.a. de drummer Akira Tana meedeed, nam ze een livealbum op in de Yoshi’s Oakland Jazz Club. In 2010 werkte ze samen met haar band Shatter the Glass, bestaande uit Art Hirahara (piano), Linda Oh (bas) en Kyle Struve (drums). Manning woont nu in Brooklyn (2011). Sinds 2010 is zij werkzaam in de brood- en boterbranche bij makelaardij Cooper & Cooper.

## Discografie
- 2004: House on Eddy Street
- 2008: Live at Yoshi's - Two Rooms, Next Door
- 2009: Dandelion Clock
- 2013: Harmonious Creature met Eyvind Kang, Jonathan Goldberger, Rene Hart, Jerome Jennings

- International Standard Name Identifier: 0000 0000 5506 3093
- Library of Congress Control Number: n2009010199
- MusicBrainz: 425dd0bd-face-4bd9-b421-2ee66f117358
- Virtual International Authority File: 78857004
- WorldCat: E39PBJbRmkD4hgF7jGDdwKWJjC